# Amtsgericht Einbeck

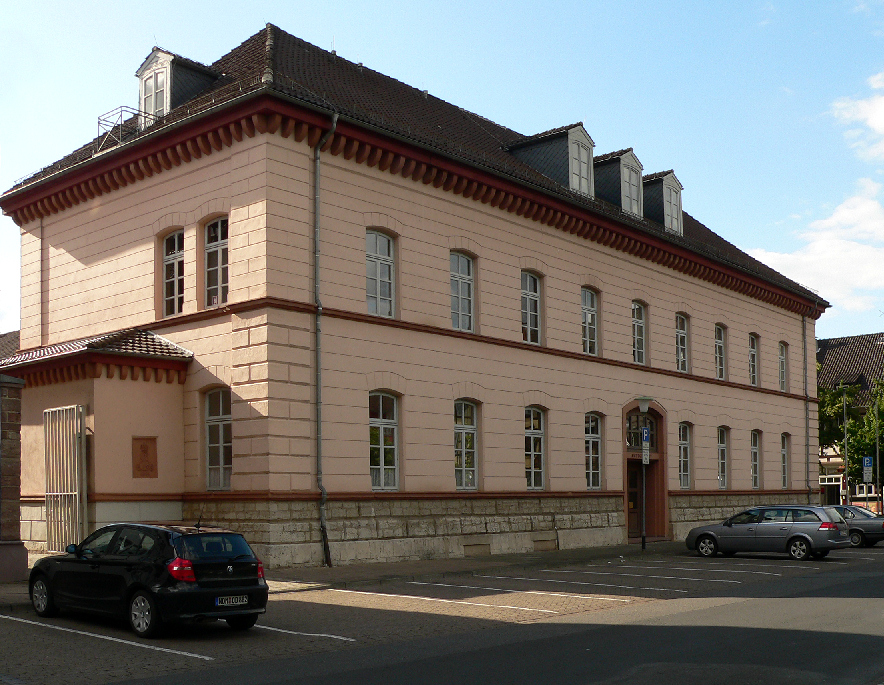
Amtsgericht Einbeck

Das Amtsgericht Einbeck ist eines von sieben Amtsgerichten im Landgerichtsbezirk Göttingen. Es hat seinen Sitz in Einbeck. 

## Zuständigkeiten
Das Amtsgericht Einbeck ist zuständig für die Städte Einbeck und Dassel und hat somit etwa 41.500 Gerichtseingesessene.
Übergeordnetes Gericht ist das Landgericht Göttingen. Zuständiges Oberlandesgericht ist das Oberlandesgericht Braunschweig. Für Insolvenzverfahren und das Handels- und Vereinsregister ist das Amtsgericht Göttingen zuständig. Das Partnerschaftsregister hat das Amtsgericht Hannover übernommen.

## Gebäude
Seit der Gründung befindet sich das Gerichtsgebäude in der Hullerser Straße. Mit dem westlichen Nachbargebäude formt es einen Gebäudekomplex, in dem eine Abteilung der Justizvollzugsanstalt Rosdorf untergebracht ist.

## Geschichte
Es wurde am 1. Oktober 1852 gegründet im Zuge der im selben Jahre geänderten Verwaltungsgliederung der Landdrostei Hildesheim, einem Verwaltungsbezirk des Königreichs Hannover. Es war dem Obergericht Göttingen nachgeordnet.
Im Jahre 1859 wurde wegen der Auflösung des Amtes Erichsburg die Zuständigkeit vom Amtsgericht Dassel übernommen, das durch die Verordnung vom 7. August 1852 gebildet worden war.
Mit der Eingemeindung der Gemeinde Kreiensen in die Stadt Einbeck zum 1. Januar 2013 wurde die Zuständigkeit dieses Gebietes vom Amtsgericht Bad Gandersheim übernommen und wechselte somit auch vom Landgericht Braunschweig zum Landgericht Göttingen.